# Cajón (Costa Rica)
Cajón es un distrito del cantón de Pérez Zeledón, en la provincia de San José, de Costa Rica.

## Historia
Cajón fue creado el 3 de marzo de 1970 por medio de Decreto Ejecutivo 14. Segregado de San Pedro.

## Ubicación del distrito
Cajón está ubicado a unos 23 km al sureste de San Isidro de El General, cabecera del cantón de Pérez Zeledón.

## Geografía
Cajón cuenta con un área de 118,63 km² y una altitud media de 687 m s. n. m.

## Demografía
Para el año 2022, Cajón cuenta con una población estimada de 11 026 habitantes, y para el último censo efectuado, en 2011, Cajón contaba con una población de 8542 habitantes.

## Localidades
- Poblados: Cedral (parte), El Quemado, Gloria, Las Brisas, Los Vega (parte), Mercedes, Montecarlo, Navajuelar, Nubes, Paraíso, Pilar, Pueblo Nuevo, Quizarrá (parte), Salitrales, San Francisco, San Ignacio, San Pedrito, Santa María, Santa Teresa.

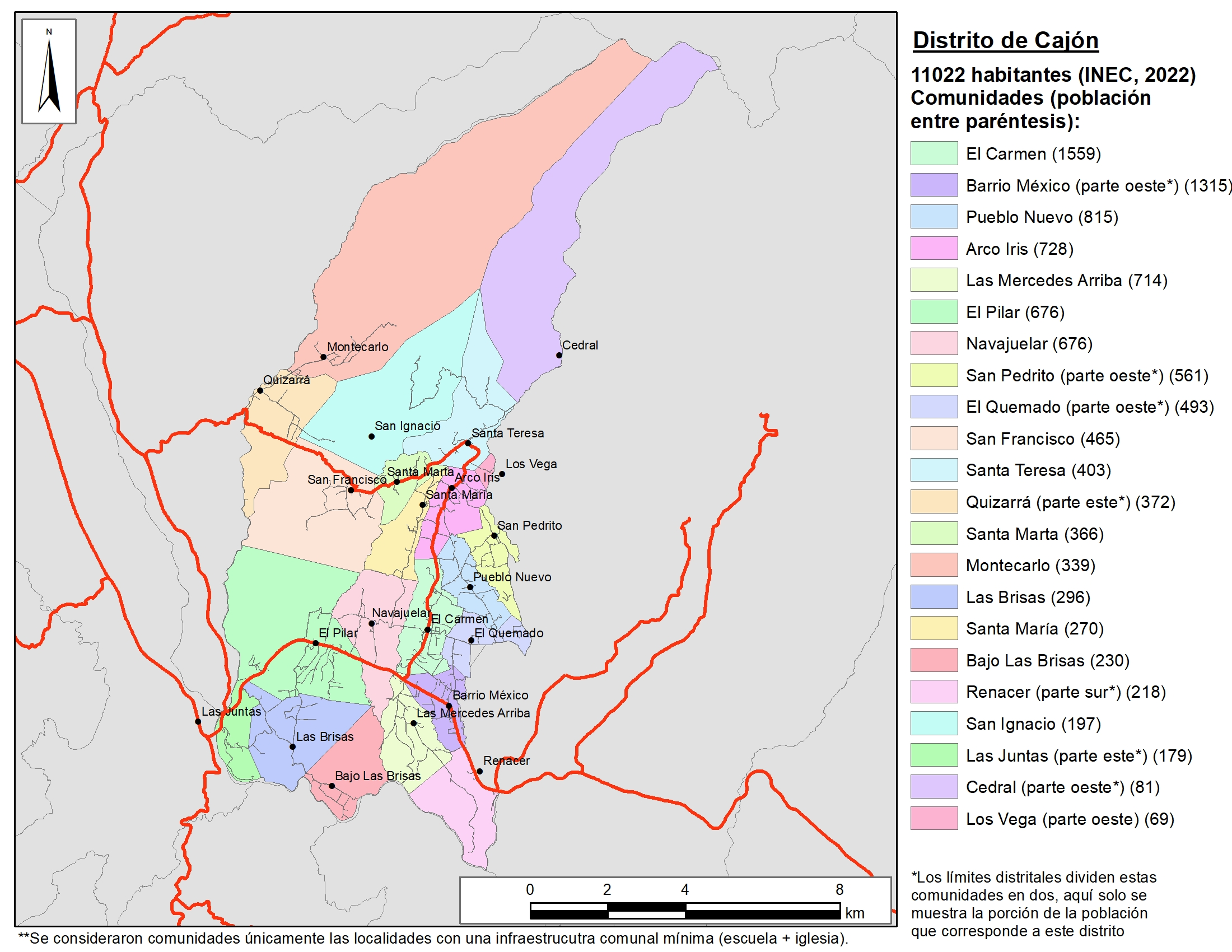
Mapa del distrito de Cajón

## Economía
Cajón es una localidad dedicada mayoritariamente a la actividad agrícola, principalmente al cultivo del café.

## Transporte

### Carreteras
Al distrito lo atraviesan las siguientes rutas nacionales de carretera:
- Ruta nacional 2
- Ruta nacional 322
- Ruta nacional 326